# Chinchero
Chinchero (district) är ett av de sju distrikten i Urubamba, beläget i Cusco i Peru.
På ett avstånd av 28 kilometer från Cusco, i provinsen Urubamba, och innan man kommer till Valle Sagrado de los Incas (Inkafolkets heliga dal) och Urubambafloden ligger byn Chinchero.
Här finns vad som på inkatiden var en kunglig lantgård för inkan Túpac Inca Yupanqui, likaså ett tempel från kolonialtiden konstruerat över en grund från Inkariket. Väggarna är försedda med de typiska trapetsoidformade dörr- och fönsteröppningarna, bredare längst ned och smalare högst upp, vilket var ett karakteristiskt drag för arkitekturen på inkatiden.
Marknaden på söndagarna, som ursprungligen dominerades av byteshandel mellan befolkningen i området, har blivit en turistattraktion med hantverk och textilier tillverkade på gammalt traditionellt sätt.